# Connie Mason
Connie Mason (* 24. August 1937 in Washington, D.C.) ist eine US-amerikanische Schauspielerin und ehemaliges Playmate.

## Leben
Mason besuchte eine Privatschule in Danville, Virginia. Bereits mit 18 Jahren heiratete sie das erste Mal, ließ sich jedoch drei Jahre später wieder scheiden. In zweiter Ehe war sie mit dem Schauspieler Tony Young verheiratet, von dem sie sich 1962 trennte. 1963 war sie Playmate des Monats Juni im Playboy Magazin. Daraufhin besetzte sie der Filmregisseur Herschell Gordon Lewis für seinen Horrorfilm Blood Feast. Am Set lernte sie den Schauspieler William Kerwin kennen, den sie 1964 heiratete. Im selben Jahr spielte sie die Hauptrolle in Two Thousand Maniacs!. Nach der Geburt ihrer zweier Töchter zog sich Mason zunächst aus dem Showgeschäft zurück und spielte nur noch kleinere Rollen, darunter Kleinstrollen in Diamantenfieber und Der Pate – Teil II. In der Folge drehte sie vor allem Gastrollen in Fernsehserien wie Starsky & Hutch, Simon & Simon und Ein Engel auf Erden.

## Filmografie
- 1960: Ich kaufte ein Chinesenmädchen (Walk Like a Dragon)
- 1963: Blood Feast
- 1964: Two Thousand Maniacs!
- 1968: My Third Wife, George
- 1970: Tell Me That You Love Me, Junie Moon
- 1970: Liebhaber und andere Fremde (Lovers and Other Strangers)
- 1970: Dr. med. Marcus Welby (Marcus Welby, M.D., Fernsehserie, eine Folge)
- 1970: Sweet Bird of Aquarius
- 1971: Das Wort hat die Verteidigung (Storefront Lawyers, Fernsehserie, eine Folge)
- 1971: Made for Each Other
- 1971: Diamantenfieber (Diamonds Are Forever)
- 1972: Rolling Man (Fernsehfilm)
- 1974: Der Pate – Teil II (The Godfather Part II)
- 1976: Gesucht: Die Frau des Banditen S. (Wanted: The Sundance Woman, Fernsehfilm)
- 1976: Most Wanted (Fernsehserie, eine Folge)
- 1977: Eine amerikanische Familie (Family, Fernsehserie, eine Folge)
- 1977: Sudden Death
- 1977: ABC Weekend Specials (Fernsehserie, eine Folge)
- 1978: Starsky & Hutch (Fernsehserie, eine Folge)
- 1978: Doctors’ Private Lives (Fernsehfilm)
- 1979: Dear Detective (Fernsehserie, eine Folge)
- 1980: United States (Fernsehserie, eine Folge)
- 1980: Stone (Fernsehserie, eine Folge)
- 1981: Best of the West (Fernsehserie, eine Folge)
- 1984: Simon & Simon (Fernsehserie, eine Folge)
- 1985: America’s Musical Theater (Fernsehserie, eine Folge)
- 1985: Operation Tanger (Tangiers)
- 1986: Ein Engel auf Erden (Highway to Heaven, Fernsehserie, eine Folge)
- 1988: My First Love (Fernsehfilm)
- 1992: Charlie’s Ear
- 1998: Marry Me or Die
- 1999: Do You Wanna Dance?
- 2002: Chronicles of a Madman